# Ticino (rivier)
De Ticino (Lombardisch: Tisín; Duits: Tessin; Latijn: Ticinus) is een zijrivier van de Po. Zij ontspringt in Zwitserland en stroomt door naar Noord-Italië.  in Zwitserland loopt ze naar het naar haar genoemde kanton Ticino. In Italië vormt ze voor een deel de grens tussen de regio's Piëmont en Lombardije.
De Ticino vindt zijn oorsprong bij de Nufenenpas zuidwestelijk van het Gotthard-massief en doorstroomt het Bedrettodal, de Leventina, de Riviera en de Magadinovlakte, voordat de rivier uitmondt in het Lago Maggiore.
Aan de Italiaanse kant verlaat de rivier het Lago Maggiore bij Sesto Calende en stroomt door de Povlakte, tot zij bij Pavia in de Po uitmondt.
De totale lengte is 248 km, waarvan 91 km in Zwitserland, 47 km door het meer en 110 km in Italië. De belangrijkste zijrivieren zijn de Moesa, Maggia en Toce.
Langs deze rivier vond de Slag bij de Ticinus plaats tijdens de Tweede Punische Oorlog.
Zie ook: Lijst van Zwitserse rivieren.
- Bibliothèque nationale de France: cb15503280g (data)
- Gemeinsame Normdatei: 4059548-1
- Historisch woordenboek van Zwitserland: 008774
- Library of Congress Control Number: sh85135246
- Nationale Bibliotheek van Tsjechië: ge780389
- Nationale Bibliotheek van Israël: 987007536574205171
- Système universitaire de documentation: 167757261
- Virtual International Authority File: 86144647641199173339